# Луогон, Коу
Коу Луогон (англ. Kou Luogon; род. 11 июня 1984) — либерийская легкоатлетка, специалистка по спринту и барьерному бегу. Выступала за сборную Либерии по лёгкой атлетике во второй половине 2000-х — первой половине 2010-х годов, обладательница бронзовой медали Всеафриканских игр, победительница и призёрка крупных международных стартов, действующая рекордсменка страны в беге на 400 метров в помещении и в беге на 400 метров с барьерами, участница двух чемпионатов мира по лёгкой атлетике.

## Биография
Коу Луогон родилась 11 июня 1984 года. Уроженка Миннеаполиса, штат Миннесота. Окончила старшую школу Park Center Senior в Бруклин-Парке.
В начале 2000-х годов добилась в США первых серьёзных успехов в лёгкой атлетике, регулярно выступала на различных студенческих соревнованиях — сначала за Миннесотский университет, затем за Алабамский.
Впервые заявила о себе на международном уровне в сезоне 2005 года, когда вошла в состав либерийской сборной и выступила в беге на 400 метров на чемпионате мира в Хельсинки.
В 2006 году стала седьмой в 400-метровой дисциплине на чемпионате Африки в Бамбусе. Также в этом сезоне на соревнованиях в американском Гейнсвилле установила ныне действующий рекорд Либерии в беге на 400 метров в закрытых помещениях — 52,99.
В 2007 году финишировала восьмой на Всеафриканских играх в Алжире.
На чемпионате Африки 2008 года в Аддис-Абебе дошла до финала дисциплины 400 метров, но в решающем забеге сошла с дистанции.
В 2009 году в барьерном беге на 400 метров выиграла серебряную медаль на Мемориале братьев Знаменских в Жуковском, стартовала на чемпионате мира в Берлине. На турнире во французском Бэ-Мао установила ныне действующий рекорд Либерии в данной дисциплине — 55,55.
В 2010 году бежала 400 метров на чемпионате мира в помещении в Дохе, финишировал четвёртой в беге на 400 метров с барьерами на чемпионате Африки в Найроби.
В 2011 году в 400-метровом барьерном беге завоевала бронзовую награду на Всеафриканских играх в Мапуту.
На чемпионате Африки 2012 года в Порто-Ново стала четвёртой в беге на 400 метров с барьерами и пятой в эстафете 4 × 400 метров.
Завершила спортивную карьеру по окончании сезона 2016 года.